# Rio Jiu
O Rio Jiu (em latim: Rabon) é um rio do sul da Romênia com 331 km de extensão. Ele é formado perto de Petroşani da confluências dos rios Jiul de Vest e Jiul de Est.